# Шампорше
Шампоршѐ (на италиански и на френски: Champorcher, на местен диалект: Tsamportsé, Цампорце, от 1939 до 1946 г. Campo Laris, Кампо Ларис) е село и община в Северна Италия, автономен регион Вале д'Аоста. Разположено е на 1427 m надморска височина. Населението на общината е 391 души (към 2012 г.).